# Nicolás Ayllón

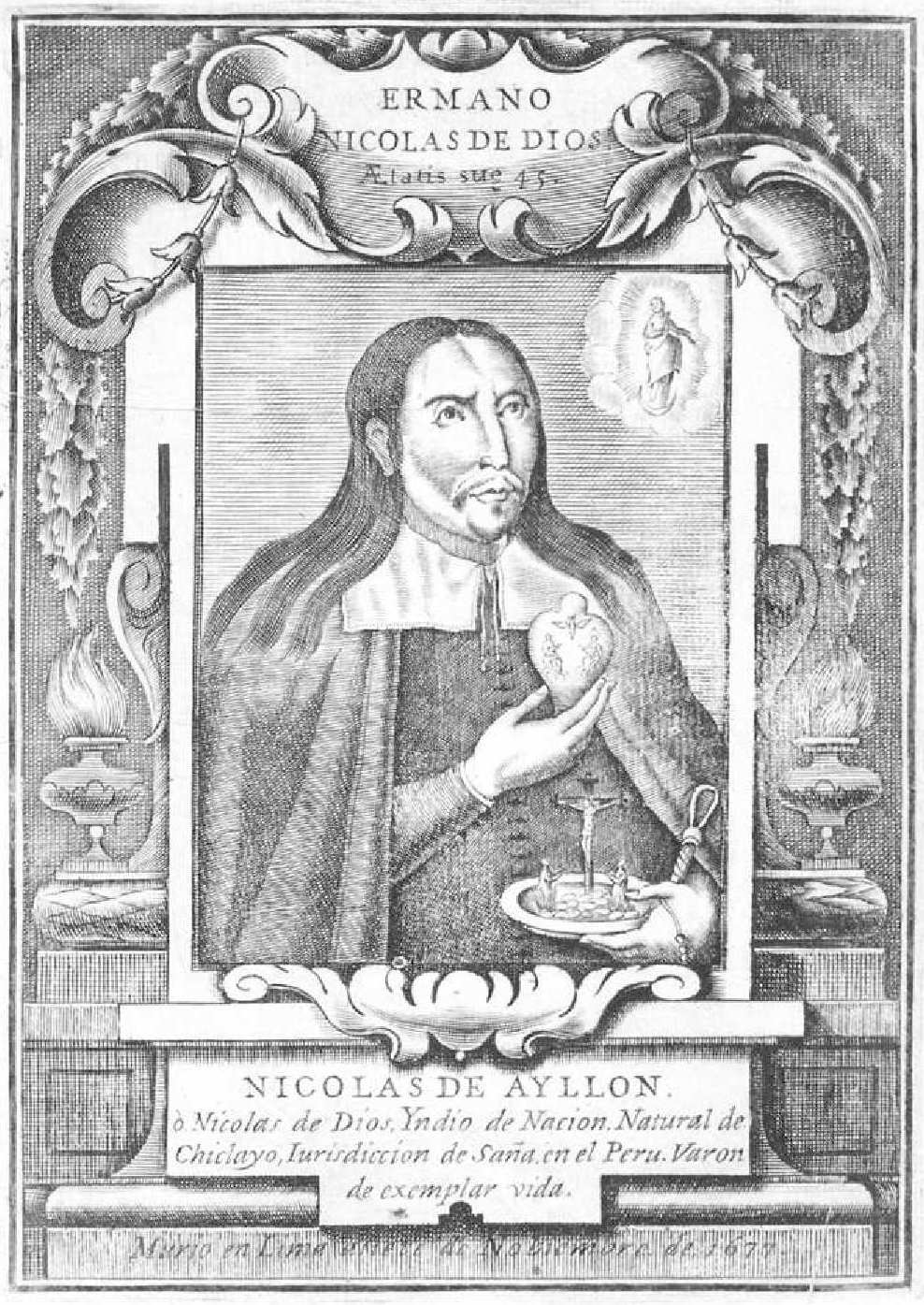
Nicolás de Dios Ayllón, ilustración de Vida admirable y muerte prodigiosa de Nicolás de Ayllon y con renombre mas glorioso Nicolás de Dios... de Bernardo Sartolo, en Madrid, por Juan García Infanzón, 1684. Inscripción: «ERMANO / NICOLAS DE DIOS / Ætatis sue 45 // NICOLAS DE AYLLON. / ò Nicolas de Dios. Yndio de Nación. Natural de / Chiclayo, Iurisdicción de Saña en el Perú. Varón / de exemplar vida. " ; debajo: "Murió en Lima a siete de Nobiembre de 1677». Biblioteca Nacional de España.

Nicolás Ayllón (Chiclayo, 10 de septiembre de 1632-Lima, 7 de noviembre de 1677) fue un laico peruano, hijo de uno de los caciques de Chiclayo. 
Nacido en Santa María de Chiclayo y sastre de profesión, junto a su esposa María Jacinta Montoya, abrazaron la fe convirtiéndose para todos en Nicolás de Dios y la hermana María Jacinta de la Trinidad.
En la segunda mitad del siglo XVII, con su esposa, utilizaron la vivienda de Miguel de Alloza y Oliván para recoger a niños huérfanos, a jóvenes abandonados y en peligro de extraviarse y a jóvenes de fe religiosa. El inmueble fue un Beaterio bajo la advocación de Jesús, María y José, que llegó a ser Monasterio, de hecho sus restos y los de su esposa descansan hasta la actualidad en dicho lugar. 
Declarado venerable no prosperó su proceso de canonización. Actualmente se sigue difundiendo su vida y obra teniendo muchos devotos.